# Hjulbäck
Hjulbäck är en småort i Siljansnäs socken i Leksands kommun i Dalarna.
Hjulbäck ligger strax söder om det mot Siljan utstickande Rävberget. Byn ligger vid Österviken i Siljan. Byn delas av Hjulbäcken i en nordlig och en sydlig del - Norra respektive Södra Hjulbäck. Södra Hjulbäck genomflytes av den lilla Gubbarsbäcken.

## Historia
Äldsta belägg härstammar från 1325 (ygulsæk). 
I byn finns äldre bebyggelse och en renoverad vattendriven svarv (därav namnet Hjulbäck). Hjulbäck var känt för de spinnrockar som svarvades där och som även exporterades.

## Hjulbäcks brygga
Hjulbäcks brygga är Siljans längsta bybrygga. Bryggan är från 1800-talets senare hälft. Den tog många år att bygga. Åtskilliga lass med sten, som togs från de uppodlade åkrarna, har fraktas dit för att anlägga den stenbank som utgör grunden för bryggan.
Vintertid forslade man ut stenen på Siljans is och sedan när isen smälte på våren sjönk stenen till botten. Så fortsatte man år efter år tills den cirka 200 meter långa stenbanken blev klar. De beräkningar som senare gjorts visar att omkring 1 500 kubikmeter sten finns i stenbanken. Den innersta halvan av bryggan försågs med en brädlandgång som lades direkt på stenbanken. Den yttre halvan byggdes som en stolpförsedd träkonstruktion som landgången låg på. Längst ut byggdes en kajdel bestående av en stenkista med stockar runt omkring och belagd med ett plankgolv. På kajen stod en väntkur i trä med en flaggstång, som användes för att signalera om man ville åka med passagerarbåten. När bryggan stod klar vet man inte exakt, men det borde ha varit i början av 1900-talet.
1961 byggdes bryggan om och den inre halvan försågs med ett betongdäck på stenbanken. Den yttre halvan byggdes om året därpå och utfördes som ett betongdäck vilande på betongpelare. 1963 göts kajdelen i betong och den gamla väntkuren byggdes om 1965 och Hjulbäcks brygga kunde invigas på nytt.
Bryggan har under årens lopp utsatts för vädrets makter med såväl is som högvatten och Hjulbäcks vägförening, som ansvarar för bryggan, har tvingats reparera bryggan ett flertal gånger. Från början användes bryggan främst för nyttotrafik, men numera används bryggan mest för turisttrafik och fritidsbåtar.